# Abdukodir Khusanov
Abdoulakir Khusanov (Tashkent, 29 febbraio 2004) è un calciatore uzbeko, difensore del Manchester City e della nazionale uzbeka.

## Caratteristiche tecniche
Di ruolo difensore centrale, è forte fisicamente, abile nell'impostare il gioco e veloce sia nel breve che nel lungo. All’occorrenza può giocare anche da mediano.

## Carriera

### Club
Cresciuto nel settore giovanile del Bunyodkor, nel marzo 2022 si è trasferito in Bielorussia. allo Ėnerhetyk-BDU Minsk. Ha debuttato il 19 marzo giocando interamente l'incontro di massima serie vinto 3-1 contro il Vicebsk. Ha segnato il suo primo gol con il club bielorusso il 2 maggio 2022, contro il Nëman. Al termine della stagione è stato inserito nella squadra ideale del campionato bielorusso.
Il 24 luglio 2023 è stato acquistato a titolo definitivo dal Lens, con cui ha firmato un contratto valido fino al 2027. Ha debuttato il 16 settembre successivo, nell'incontro di Ligue 1 perso 1-0 contro il Metz.

#### Manchester City
Il 20 gennaio 2025 è stato ingaggiato dal Manchester City per 40 milioni di euro, con contratto quadriennale. Ha esordito il 26 gennaio, disputando l'incontro di Premier League vinto per 3-1 contro il Chelsea, durante il quale ha commesso un vistoso errore che ha consentito ai londinesi di passare in vantaggio; Ha realizzato il primo gol con i Citizens l'8 febbraio seguente, nella vittoria esterna per 1-2 sul Leyton Orient in FA Cup.

### Nazionale
Ha giocato nelle nazionali giovanili uzbeke Under-17 ed Under-19.
Convocato in nazionale Under-20 per il campionato mondiale Under-20 del 2023, a giugno è stato convocato anche in nazionale maggiore per partecipare alla CAFA Nations Cup.

## Statistiche

### Presenze e reti nei club
Statistiche aggiornate all'8 febbraio 2025.
| Stagione                   | Squadra                    | Campionato                 | Campionato | Campionato | Coppe nazionali | Coppe nazionali | Coppe nazionali | Coppe continentali | Coppe continentali | Coppe continentali | Altre coppe | Altre coppe | Altre coppe | Totale | Totale |
| Stagione                   | Squadra                    | Comp                       | Pres       | Reti       | Comp            | Pres            | Reti            | Comp               | Pres               | Reti               | Comp        | Pres        | Reti        | Pres   | Reti   |
| -------------------------- | -------------------------- | -------------------------- | ---------- | ---------- | --------------- | --------------- | --------------- | ------------------ | ------------------ | ------------------ | ----------- | ----------- | ----------- | ------ | ------ |
| 2022                       | Ėnerhetyk-BDU Minsk        | VL                         | 27         | 3          | CB              | 2               | 0               | -                  | -                  | -                  | -           | -           | -           | 29     | 3      |
| 2023                       | Ėnerhetyk-BDU Minsk        | VL                         | 8          | 1          | CB              | 0               | 0               | -                  | -                  | -                  | -           | -           | -           | 8      | 1      |
| Totale Ėnerhetyk-BDU Minsk | Totale Ėnerhetyk-BDU Minsk | Totale Ėnerhetyk-BDU Minsk | 35         | 4          |                 | 2               | 0               |                    | -                  | -                  |             | -           | -           | 37     | 4      |
| 2023-2024                  | Lens                       | L1                         | 11         | 0          | CF              | 0               | 0               | UCL+UEL            | 2+2                | 0                  | -           | -           | -           | 15     | 0      |
| 2024-gen. 2025             | Lens                       | L1                         | 13         | 0          | CF              | 1               | 0               | UECL               | 2                  | 0                  | -           | -           | -           | 16     | 0      |
| Totale Lens                | Totale Lens                | Totale Lens                | 24         | 0          |                 | 1               | 0               |                    | 6                  | 0                  |             | -           | -           | 31     | 0      |
| gen.-giu. 2025             | Manchester City            | PL                         | 4          | 0          | FACup+CdL       | 1+0             | 1+0             | UCL                | -                  | -                  | CS+Cmc      | -           | -           | 5      | 1      |
| Totale carriera            | Totale carriera            | Totale carriera            | 63         | 4          |                 | 4               | 1               |                    | 6                  | 0                  |             | -           | -           | 70     | 5      |

### Cronologia presenze e reti in nazionale
| Cronologia completa delle presenze e delle reti in nazionale ― Uzbekistan | Cronologia completa delle presenze e delle reti in nazionale ― Uzbekistan | Cronologia completa delle presenze e delle reti in nazionale ― Uzbekistan | Cronologia completa delle presenze e delle reti in nazionale ― Uzbekistan | Cronologia completa delle presenze e delle reti in nazionale ― Uzbekistan | Cronologia completa delle presenze e delle reti in nazionale ― Uzbekistan | Cronologia completa delle presenze e delle reti in nazionale ― Uzbekistan | Cronologia completa delle presenze e delle reti in nazionale ― Uzbekistan |
| Data                                                                      | Città                                                                     | In casa                                                                   | Risultato                                                                 | Ospiti                                                                    | Competizione                                                              | Reti                                                                      | Note                                                                      |
| ------------------------------------------------------------------------- | ------------------------------------------------------------------------- | ------------------------------------------------------------------------- | ------------------------------------------------------------------------- | ------------------------------------------------------------------------- | ------------------------------------------------------------------------- | ------------------------------------------------------------------------- | ------------------------------------------------------------------------- |
| 11-6-2023                                                                 | Tashkent                                                                  | Uzbekistan                                                                | 3 – 0                                                                     | Oman                                                                      | CAFA Nations Cup 2023                                                     | -                                                                         | 83’                                                                       |
| 14-6-2023                                                                 | Tashkent                                                                  | Uzbekistan                                                                | 2 – 0                                                                     | Turkmenistan                                                              | CAFA Nations Cup 2023                                                     | -                                                                         |                                                                           |
| 17-6-2023                                                                 | Tashkent                                                                  | Uzbekistan                                                                | 5 – 1                                                                     | Tagikistan                                                                | CAFA Nations Cup 2023                                                     | -                                                                         |                                                                           |
| 13-10-2023                                                                | Dalian                                                                    | Uzbekistan                                                                | 2 – 0                                                                     | Vietnam                                                                   | Amichevole                                                                | -                                                                         | 58’                                                                       |
| 16-10-2023                                                                | Dalian                                                                    | Cina                                                                      | 1 – 2                                                                     | Uzbekistan                                                                | Amichevole                                                                | -                                                                         | 27’                                                                       |
| 16-11-2023                                                                | Aşgabat                                                                   | Turkmenistan                                                              | 1 – 3                                                                     | Uzbekistan                                                                | Qual. Mondiali 2026                                                       | -                                                                         |                                                                           |
| 21-11-2023                                                                | Tashkent                                                                  | Uzbekistan                                                                | 2 – 2                                                                     | Iran                                                                      | Qual. Mondiali 2026                                                       | -                                                                         | 89’                                                                       |
| 13-1-2024                                                                 | Doha                                                                      | Uzbekistan                                                                | 0 – 0                                                                     | Siria                                                                     | Coppa d'Asia 2023 - 1º turno                                              | -                                                                         | 54’                                                                       |
| 18-1-2024                                                                 | Al Rayyan                                                                 | India                                                                     | 0 – 3                                                                     | Uzbekistan                                                                | Coppa d'Asia 2023 - 1º turno                                              | -                                                                         |                                                                           |
| 30-1-2024                                                                 | Al Wakrah                                                                 | Uzbekistan                                                                | 2 – 1                                                                     | Thailandia                                                                | Coppa d'Asia 2023 - Ottavi di finale                                      | -                                                                         | 87’                                                                       |
| 21-3-2024                                                                 | Hong Kong                                                                 | Hong Kong                                                                 | 0 – 2                                                                     | Uzbekistan                                                                | Qual. Mondiali 2026                                                       | -                                                                         |                                                                           |
| 26-3-2024                                                                 | Tashkent                                                                  | Uzbekistan                                                                | 3 – 0                                                                     | Hong Kong                                                                 | Qual. Mondiali 2026                                                       | -                                                                         |                                                                           |
| 6-6-2024                                                                  | Tashkent                                                                  | Uzbekistan                                                                | 3 – 1                                                                     | Turkmenistan                                                              | Qual. Mondiali 2026                                                       | -                                                                         |                                                                           |
| 11-6-2024                                                                 | Teheran                                                                   | Iran                                                                      | 0 – 0                                                                     | Uzbekistan                                                                | Qual. Mondiali 2026                                                       | -                                                                         | 18’                                                                       |
| 10-10-2024                                                                | Tashkent                                                                  | Uzbekistan                                                                | 0 – 0                                                                     | Iran                                                                      | Qual. Mondiali 2026                                                       | -                                                                         |                                                                           |
| 15-10-2024                                                                | Tashkent                                                                  | Uzbekistan                                                                | 1 – 0                                                                     | Emirati Arabi Uniti                                                       | Qual. Mondiali 2026                                                       | -                                                                         |                                                                           |
| 14-11-2024                                                                | Al Rayyan                                                                 | Qatar                                                                     | 3 – 2                                                                     | Uzbekistan                                                                | Qual. Mondiali 2026                                                       | -                                                                         |                                                                           |
| 19-11-2024                                                                | Vientiane                                                                 | Corea del Nord                                                            | 0 – 1                                                                     | Uzbekistan                                                                | Qual. Mondiali 2026                                                       | -                                                                         |                                                                           |
| 20-3-2025                                                                 | Tashkent                                                                  | Uzbekistan                                                                | 1 – 0                                                                     | Kirghizistan                                                              | Qual. Mondiali 2026                                                       | -                                                                         |                                                                           |
| 25-3-2025                                                                 | Teheran                                                                   | Iran                                                                      | 2 – 2                                                                     | Uzbekistan                                                                | Qual. Mondiali 2026                                                       | -                                                                         |                                                                           |
| 5-6-2025                                                                  | Abu Dhabi                                                                 | Emirati Arabi Uniti                                                       | 0 – 0                                                                     | Uzbekistan                                                                | Qual. Mondiali 2026                                                       | -                                                                         |                                                                           |
| 10-6-2025                                                                 | Tashkent                                                                  | Uzbekistan                                                                | 3 – 0                                                                     | Qatar                                                                     | Qual. Mondiali 2026                                                       | -                                                                         |                                                                           |
| Totale                                                                    |                                                                           | Presenze                                                                  | 22                                                                        |                                                                           | Reti                                                                      | 0                                                                         |                                                                           |